# 1437 Diomedes
1437 Diomedes là một tiểu hành tinh loại thiên thể Troia của Sao Mộc có quỹ đạo L4 Điểm Lagrange thuộc hệ Mặt trời-Sao Mộc, ở danh sách các tiểu hành tinh Troia (trại Hy Lạp). Nó được đặt theo tên anh hùng Diomedes Hy Lạp cổ đại. Nó được phát hiện bởi Karl Wilhelm Reinmuth ngày 3 tháng 8 năm 1937, ở Heidelberg, Đức.